# Frank Poschepny
Frank Poschepny (* 15. Dezember 1962 in Berlin-Pankow) ist ein deutscher Politiker (SPD).
Frank Poschepny besuchte von 1969 bis 1973 die 2. POS „Erich Baron“ und von 1973 bis 1979 die 5. POS in Berlin-Pankow. Von 1979 bis 1981 absolvierte Poschepny an der Betriebsberufsschule „Alexej Leonow“ in Berlin-Adlershof eine Lehre zum Facharbeiter für chemische Produktion. Anschließend arbeitete er von 1982 bis 1990 als Ansetzer im VEB Kosmetikkombinat Berlin.
Im Zuge der Wende in der DDR trat Poschepny 1990 der Sozialdemokratischen Partei (SDP) bei. Bei der ersten freien Ost-Berliner Wahl im Mai 1990 wurde er in die Berliner Stadtverordnetenversammlung gewählt. Auch bei der nun gemeinsamen Wahl im Dezember 1990 konnte er das Direktmandat im Wahlkreis 3 im Bezirk Lichtenberg gewinnen. 1992 wurde Poschepny in der Raumerstraße in Berlin-Prenzlauer Berg von Rechtsradikalen bewusstlos geschlagen und musste ins Krankenhaus eingeliefert werden. Die Täter hatten „Sieg Heil“ gerufen und den „Führergruß“ gezeigt. Poschepny hatte sie aufgefordert, das zu unterlassen. 1995 schied Poschepny aus dem Parlament aus.